# 梧浜駅
梧浜駅（オビンえき）は大韓民国京畿道楊平郡楊平邑にある、韓国鉄道公社（KORAIL）の駅。
乗り入れている路線は線路名称上は中央線であるが、当駅には広域電鉄の京義・中央線電車のみが停車する。駅番号は「K134」。

## 歴史
- 2009年12月23日 - 中央電鉄線菊秀－龍門間が開業したが、この駅は駅舎が完成していなかったため未開業のままとなり、すべての列車が通過していた。
- 2010年12月21日 - 開業。
- 2014年12月27日 - 中央電鉄線と京義電鉄線の直通を開始し、同時に双方の路線名を「首都圏電鉄京義・中央線」とする。

## 駅構造
相対式ホーム2面2線の地上駅。

## 利用状況
近年の一日平均利用人員推移は下記のとおり。なお、2010年は開業日の12月21日から12月31日までの11日間の平均である。
| 路線         | 路線     | 2010年 | 2011年 | 2012年 | 2013年 | 2014年 | 2015年 | 2016年 | 2017年 | 2018年 | 2019年 | 出典  |
| ------------ | -------- | ------ | ------ | ------ | ------ | ------ | ------ | ------ | ------ | ------ | ------ | ----- |
| 京義・中央線 | 乗車人員 | 127    | 284    | 328    | 325    | 322    | 351    | 357    | 374    | 343    | 334    | [ 1 ] |
| 京義・中央線 | 降車人員 | 132    | 282    | 321    | 316    | 319    | 345    | 352    | 366    | 340    | 332    | [ 1 ] |
| 路線         | 路線     | 2020年 | 2021年 | 2022年 | 2023年 |        |        |        |        |        |        |       |
| 京義・中央線 | 乗車人員 | 245    | 264    | 301    | 308    |        |        |        |        |        |        |       |
| 京義・中央線 | 降車人員 | 246    | 263    | 298    | 310    |        |        |        |        |        |        |       |

## 駅周辺
- 楊平野花植物園

## 隣の駅
韓国鉄道公社
 京義・中央線 
急行
通過
緩行 
我新駅 (K133) - 梧浜駅 (K134) - 楊平駅 (K135)